# USS Peary (DD-226)
O USS Peary foi um contratorpedeiro operado pela Marinha dos Estados Unidos e a trigésima quinta embarcação da Classe Clemson. Sua construção começou em setembro de 1919 nos estaleiros da William Cramp & Sons e foi lançado ao mar em abril de 1920, sendo comissionado na frota norte-americana em outubro do mesmo ano. Era armado com uma bateria principal de quatro canhões de 102 milímetros e doze tubos de torpedo de 533 milímetros, tinha um deslocamento carregado de pouco mais de mil toneladas e conseguia alcançar uma velocidade máxima de 35 nós.
O Peary serviu na China de 1922 até a entrada dos Estados Unidos na Segunda Guerra Mundial no final de 1941. Ele foi para as Filipinas logo em seguida, onde foi atacado e danificado por ataques aéreos japoneses em dezembro. O navio conseguiu chegar em Darwin, na Austrália, em janeiro de 1942 e começou a atuar em patrulhas anti-submarino. Os japoneses atacaram Darwin em fevereiro e o Peary foi acertado por cinco bombas, porém continuou lutando até as aeronaves inimigas irem embora. O contratorpedeiro afundou algumas horas depois com oitenta mortos.